# Рябинин, Игорь Иванович
Игорь Иванович Рябинин (16 мая 1936, Шарья, Костромская область — 12 января 2022) — советский и российский военно-морской деятель, вице-адмирал.

## Биография
В Военно-морском флоте с 1954 года. В 1958 году окончил Каспийское высшее военно-морское училище имени С. М. Кирова. Службу начал на Черноморском флоте.
В 1958—1959 годах — командир торпедной группы эсминца «Боевой». В 1959—1960 годах — командир БЧ 2-3 тральщика «ТЩ-668». В 1960—1961 годах — командир торпедной группы подводной лодки «С-100». 1961—1962 годах — командир БЧ-3 подводной лодки С-234.
В 1962—1964 годах — в распоряжении командующего Черноморским флотом для работы на судах Министерства морского флота.
1964—январь 1965 — помощник командира ракетной подводной лодки «С-46» проекта 644. Январь 1965—1966 — старший помощник командира подводной лодки «С-162».
В 1967 году окончил Высшие специальные офицерские классы ВМФ.
В 1967—1968 — старший помощник командира подводной лодки «С-162». 1968—1971 — командир ракетной подводной лодки «С-164» проекта 665.
В 1973 году окончил Военно-морскую академию им. Кузнецова.
В 1973—1975 годах — начальник штаба 153-й бригады подводных лодок 14-й дивизии подводных лодок. В 1975—1976 годах — командир 27 отдельной бригады подводных лодок 14-й дивизии подводных лодок. В 1976—1980 — начальник штаба 14-й дивизии подводных лодок.
Сентябрь 1980 — июль 1984 — начальник штаба 14-й эскадры подводных лодок Балтийского флота. Июль 1984 — сентябрь 1990 — командир 14-й эскадры подводных лодок.
Сентябрь 1990 — май 1992 — заместитель командующего Балтийским флотом по тылу — начальник тыла.
Скончался 12 января 2022 года.

## Общественная и политическая деятельность
- С 1990 по 1992 год — депутат Верховного Совета Латвийской Республики.